# Božinci Donji
Božinci Donji är ett samhälle i Bosnien och Hercegovina.   Det ligger i entiteten Republika Srpska, i den norra delen av landet, 120 km norr om huvudstaden Sarajevo. Božinci Donji ligger 216 meter över havet och antalet invånare är 343.
Terrängen runt Božinci Donji är huvudsakligen platt, men åt sydost är den kuperad. Närmaste större samhälle är Derventa, 13,4 km väster om Božinci Donji. 
I omgivningarna runt Božinci Donji växer i huvudsak lövfällande lövskog. Runt Božinci Donji är det ganska tätbefolkat, med 67 invånare per kvadratkilometer.